# San Miguel Zapotitlán (Jalisco)
San Miguel Zapotitlán es una localidad del estado mexicano de Jalisco. Es parte del municipio de Poncitlán.

## Toponimia
El nombre «San Miguel» hace referencia al santo patrono de la localidad: Miguel Arcángel. El nombre «Zapotitlán» proviene de los términos en náhuatl: zapotl, zapote; titlan, lugar rodeado. Su significado es «Lugar rodeado de zapotes».

## Demografía
| Gráfica de evolución demográfica |
|                                  |

| Censo | Población |
| ----- | --------- |
| 1900  | 551       |
| 1910  | 498       |
| 1921  | 662       |
| 1930  | 635       |
| 1940  | 741       |
| 1950  | 923       |
| 1960  | 1 089     |
| 1970  | 1 194     |
| 1980  | 1 333     |
| 1990  | 1 612     |
| 2000  | 1 911     |
| 2010  | 2 225     |
| 2020  | 2 573     |